# Aserbaidschan-Museum

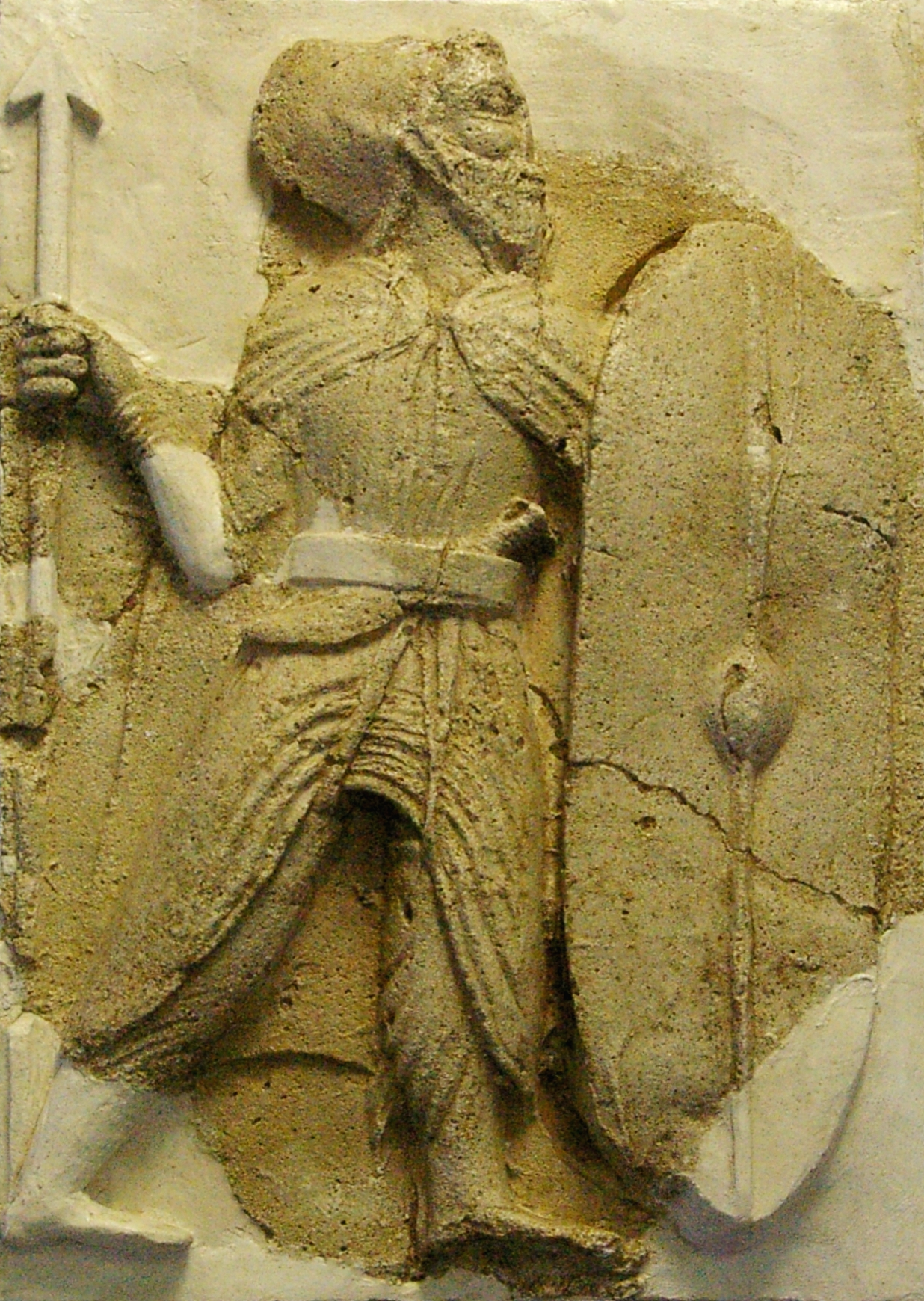
Stuck, Parthische Dynastie, Zahhak-Schloss, Haschtrud

Das Aserbaidschan-Museum oder Täbris-Museum ist eines der bedeutendsten Museen für Archäologie und Anthropologie des Iran.
Es liegt in der Nähe des Chaqani-Parks und der Blauen Moschee in Täbris.
Das Museum beherbergt Ausgrabungsgegenstände aus dem Gebiet von Iranisch-Aserbaidschan, die aus der Zeit bis ins 5. Jahrhundert v. Chr. reichen. Münzfunde aus verschiedenen Epochen bis ins 3. Jahrhundert v. Chr. sind ebenfalls zu sehen. Der Bereich der islamischen Abteilung zeigt Objekte aus der Zeit vom 10. bis zum 17. Jahrhundert. Die Ausstellung umfasst ferner Gegenstände zur Konstitutionellen Revolution.
Zehn Ausstellungsfenster zeigen anthropologisch bedeutsame Stücke aus unterschiedlichen Regionen des Iran, darunter auch lokale Trachten. Einige wertvolle Objekte aus Europa wie Bronzestatuen und Gemälde sind ebenfalls zu sehen.